# Babe Siebert
Albert Charles "Babe" Siebert, född 14 januari 1904 i Plattsville, Ontario, död 25 augusti 1939 i Huronsjön, Ontario, var en kanadensisk professionell ishockeyspelare. Siebert spelade för Montreal Maroons, New York Rangers, Boston Bruins och Montreal Canadiens i NHL åren 1925–1939.
Babe Siebert vann två Stanley Cup, med Montreal Maroons 1926 och med New York Rangers 1933. Säsongen 1936–37 vann Siebert Hart Trophy som ligans mest värdefulle spelare.
Babe Siebert dog i en drunkningsolycka i Huronsjön 25 augusti 1939.

## Statistik
| 1923–24    | Kitchener Twin City     | OHA-Sr     | 10  | 9   | 4   | 13  | —   | —  | — | — | —  | —  |
| 1924–25    | Niagara Falls Cataracts | OHA-Sr     | 20  | 9   | 2   | 11  | 26  | 10 | 7 | 0 | 7  | —  |
| 1925–26    | Montreal Maroons        | NHL        | 35  | 16  | 8   | 24  | 108 | 8  | 2 | 2 | 4  | 6  |
| 1926–27    | Montreal Maroons        | NHL        | 42  | 5   | 3   | 8   | 116 | 2  | 1 | 0 | 1  | 2  |
| 1927–28    | Montreal Maroons        | NHL        | 39  | 8   | 9   | 17  | 109 | 9  | 2 | 0 | 2  | 26 |
| 1928–29    | Montreal Maroons        | NHL        | 40  | 3   | 5   | 8   | 52  | —  | — | — | —  | —  |
| 1929–30    | Montreal Maroons        | NHL        | 39  | 14  | 19  | 33  | 94  | 3  | 0 | 0 | 0  | 0  |
| 1930–31    | Montreal Maroons        | NHL        | 43  | 16  | 12  | 28  | 76  | 2  | 0 | 0 | 0  | 6  |
| 1931–32    | Montreal Maroons        | NHL        | 48  | 21  | 18  | 39  | 64  | 4  | 0 | 1 | 1  | 4  |
| 1932–33    | New York Rangers        | NHL        | 43  | 9   | 10  | 19  | 38  | 8  | 1 | 0 | 1  | 12 |
| 1933–34    | New York Rangers        | NHL        | 13  | 0   | 1   | 1   | 5   | —  | — | — | —  | —  |
| 1933–34    | Boston Bruins           | NHL        | 32  | 5   | 6   | 11  | 31  | —  | — | — | —  | —  |
| 1934–35    | Boston Bruins           | NHL        | 48  | 6   | 18  | 24  | 80  | 4  | 0 | 0 | 0  | 0  |
| 1935–36    | Boston Bruins           | NHL        | 45  | 12  | 9   | 21  | 66  | 2  | 0 | 1 | 1  | 0  |
| 1936–37    | Montreal Canadiens      | NHL        | 44  | 8   | 20  | 28  | 38  | 5  | 1 | 2 | 3  | 2  |
| 1937–38    | Montreal Canadiens      | NHL        | 37  | 8   | 11  | 19  | 56  | 3  | 1 | 1 | 2  | 0  |
| 1938–39    | Montreal Canadiens      | NHL        | 44  | 9   | 7   | 16  | 36  | 3  | 0 | 0 | 0  | 0  |
| NHL totalt | NHL totalt              | NHL totalt | 592 | 140 | 156 | 296 | 982 | 49 | 7 | 5 | 12 | 62 |